# Britten-Norman

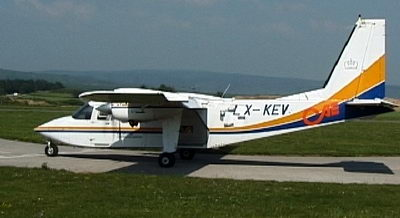
BN2A Islander

Britten-Norman (offiziell BN-Group oder BNG) ist ein britischer Flugzeughersteller. Das Unternehmen befindet sich heute im Besitz der Zawawi-Familie aus dem Sultanat Oman.

## Aktivität
Haupttypen von Norman-Britten sind die BN-2 Islander, die (militärische) BN-2T-4S Defender und die dreimotorige BN-2A MkIII Trislander. Alle Modelle zeichnen sich durch kurze Start- und Landestrecken aus und werden daher häufig für Flüge zwischen Inseln eingesetzt. Britten-Norman hat mehr als 1250 Flugzeuge an Kunden in über 120 Ländern verkauft. Außer mit dem Flugzeugbau beschäftigt sich das Unternehmen auch mit Flugzeugwartung, Überprüfungen und Reparaturarbeiten. Außerdem führt sie Konstruktions- und Designarbeiten als Subkontraktor für Drittfirmen aus. Die Fabrik befand sich lange in Bembridge auf der Isle of Wight, inzwischen ist sie nach Lee-on-the-Solent umgezogen. Einige  Flugzeugzellen wurden aber auch in Rumänien gebaut.
Viele der modernen Islander/Defender wurden auf Kundenwunsch mit Turbinenmotoren anstatt der ursprünglichen Kolbenmotoren ausgestattet. Sie werden als effiziente und geräumige Alternative zu den üblichen Helikoptern auch von Seefahrts- und Fischereibehörden verwendet.

## Geschichte
John Britten und Desmond Norman lernten einander Ende der 1940er-Jahre in der DH Aeronautical Technical School kennen. Bereits 1951 entwickelten sie mit dem BN-1 Finibee ihren ersten gemeinsamen Prototyp, der heute im Flugmuseum Southampton Hall of Aviation steht.
Im Jahr 1953 gründeten sie die Firma "Britten-Norman Limited". Außer mit Flugzeugbau beschäftigte sich der Betrieb auch mit der Entwicklung von Luftkissenfahrzeugen. Dieser Geschäftszweig wurde in den frühen 1970er-Jahren an die "British Hovercraft Corporation" verkauft. Im Jahr 1965 entstand der Prototyp BN-2, später "Islander" genannt, und wurde auf der Pariser Luftfahrtmesse präsentiert. Im Jahr 1970 folgte der Erstflug der dreimotorigen BN-2A Mk III, die später den Namen "Trislander" erhielt.
Im Jahr 1971 geriet die Firma in finanzielle Schwierigkeiten und wurde 1972 von der Fairey Company übernommen. Im Jahr 1978 ging die Firma an die Schweizer Flugzeughersteller Pilatus Aircraft und wurde in "Pilatus Britten Norman Limited" umbenannt. Im Jahr 1998 wurde sie an die heutigen Besitzer verkauft, der Name änderte sich in "B-N Group Limited".
Beide Firmengründer sind bereits verstorben. John Britten starb im Jahr 1977. Desmond Norman starb im Jahr 2002.

## Typen dieses Herstellers
- BN-2 Islander (2-motorig)
- BN-2A MkIII Trislander (3-motorig)
- BN-2T-4S Defender (Militärversion)